# Blocked Minds
Blocked Minds è il secondo album in studio del gruppo musicale brasiliano Holocausto, pubblicato nel 1988 dalla Cogumelo Records.

## Tracce
1. KKK – 4:54
2. Injectable World – 2:32
3. Eighteen Years Old – 3:54
4. Hunger – 2:15
5. Funny Face – 3:57
6. Lies – 3:56
7. Tribute to Cicciolina – 4:07
8. Who Am I – 4:55
9. Sleep...Have a Dream – 3:50

## Formazione

### Gruppo
- Rodrigo "Führer" – voce, batteria
- Renato da Costa – chitarra
- Anderson "Guerrilheiro" – voce, basso